# Алицин
Алицин е химическо съединение от групата на алкените, съдържа се в чесъна, притежава антибактериално действие.
Алицинът не присъства в чесъна, но се образува от неговия предшественик – алиин, който от своя страна се образува от аминокиселината цистеин. По принцип алиинът и алициназният ензим са разделени в скилидката чесън: ензимът се намира във вакуолите, а алиинът е в цитоплазмата. Ако целостта на клетката се наруши, компонентите в неговите клетки се унищожават и взаимодействат, докато се образува алицин.